# Jannicke Systad Jacobsen
Jannicke Systad Jacobsen, née en 1975 à Høvik, est une productrice et scénariste de cinéma norvégienne. Elle a notamment réalisé des films documentaires et des courts-métrages, connus pour la plupart pour leur ton humoristique.

## Biographie
Jannicke Systad Jacobsen est née et a grandi à Høvik. Elle a étudié à l'École nationale du film de République tchèque, et à l'École internationale du film à Londres. Elle a également étudié le drame et l'anthropologie sociale et culturelle à l'université d'Oslo.

## Carrière
Jannicke Systad Jacobsen commence sa carrière de cinéaste par des courts-métrages documentaires, notamment Klovnebarna en 2005. Deux de ses documentaires, Sandmann - Historien om en sosialistisk supermann (2005) et Pizzaeventyret (2007), ont été réalisés pour la télévision norvégienne. En 2006, Jannicke Systad obtient une bourse de la part du grouvernement norvégien ; elle a ainsi pu écrire son premier long métrage de fiction, Turn Me On, Dammit! (2011), une comédie sur la sexualité chez les adolescents.

## Filmographie
productrice
- 2011 : Turn Me On, Dammit!
- 2009 : Scener fra et vennskap (documentaire)
- 2007 : Pizzaeventyret (série télévisée documentaire)
- 2005 : Klovnebarna (documentaire)
- 2005 : Sandmann - Historien om en sosialistisk supermann (série télévisée documentaire)
- 2003 : Kampen mot paranoia (court métrage)
- 2002 : Frimerket og fyret (documentaire)
- 2001 : En liten rød prikk (court métrage)

scénariste
- 2011 : Turn Me On, Dammit!
- 2009 : Scener fra et vennskap (documentaire)
- 2005 : Klovnebarna (documentaire)
- 2005 : Sandmann - Historien om en sosialistisk supermann (série télévisée documentaire)
- 2003 : Kampen mot paranoia (court métrage)
- 2002 : Frimerket og fyret (documentaire)
- 2001 : En liten rød prikk (court métrage)

## Récompenses
- Turn Me On, Dammit! a remporté le prix du meilleur scénario au Festival du film de Tribeca[1]. Ce film a également eu six nominations au Amandaprisen dans les catégories du meilleur film norvégien, de la meilleure actresse, meilleure actresse dans un second rôle, meilleur scénario, meilleure cinématographie et meilleure musique[4].

- Sandmann - Historien om en sosialistisk supermann a été nommée au Gullruten en 2006, dans la catégorie de meilleur film documentaire télévisé[5].

- Klovnebarna a remporté le prix « Kodak Shot-on-film » au festival Durango, en 2008[6].